# Tobi Dahmen
Tobias Dahmen ( Francoforte do Meno, 1971) é um desenhista alemão de banda desenhada e um ilustrador.

## Biografia
Cresceu na cidade de Wesel, onde já desenhava histórias de bd nos bancos da escola. Conheçeu a subcultura dos Mod quando tinha 16 anos e nunca mais a largou, até hoje. Serviu-lhe de fonte de inspiração desde então. Desenhou flyers para festas mod e allnighters de Northern soul, Beat e Ska, onde também atuava como integrante do coletivo DJ Kuschelmods.
Em 1991 mudou-se para Düsseldorf onde estudou comunicação visual, finalizando em 1997 com um trabalho sobre Jack Kerouac e o ambiente dos clubes de jazz norte-americanos. Fez parte do grupo de amigos que em 1999 fundaram a Herrensahne, um projeto de fanzine de bd, que em 2005 ganhou o consagrado prémio de bd alemão ICOM Independent Comic Preis de melhor fanzine com o seu número 9.
Seu primeiro trabalho pago começou em 1994, com uma série de bd para a Motoretta, uma revista de Motoreta. Em 2003, essa série foi reunida num volume e editada pela Motoretta.
Trabalhou em Düsseldorf como ilustrador para agências de publicidade e editoras até 2008, quando se mudou para Utrecht. Casou lá e trabalha desde então nessa cidade holandesa como ilustrador e criador de banda desenhada.
Foi agraciado em 2008 com o prémio ICOM Independent Comic Preis pela sua publicação Sperrbezirk (em portugues: zona de prostituição). Em 2011 começou a sua série de bd autobiográfica Fahrradmod (em português: mod de bicicleta), criando para isso o site homólogo. Essa série ficou em segundo lugar para o prémio Sondermann, categoria bd na internet, na Feira do Livro de Frankfurt. Baseado nessa série, a prestigiada editora Carlsen Verlag, sediada em Hamburgo, lançou em 2015 um romance gráfico, igualmente designado Fahrradmod.

## Obras publicadas (seleção)
- Scoot Riders, Motoretta Verlag (Forum Media Group) 2003 ISBN 3-9807857-1-8
- Sperrbezirk, Zwerchfell Verlag 2011 ISBN 978-3-928-38797-2
- Fahrradmod, Carlsen Verlag 2015 ISBN 978-3-551-76308-2